# Záhorie

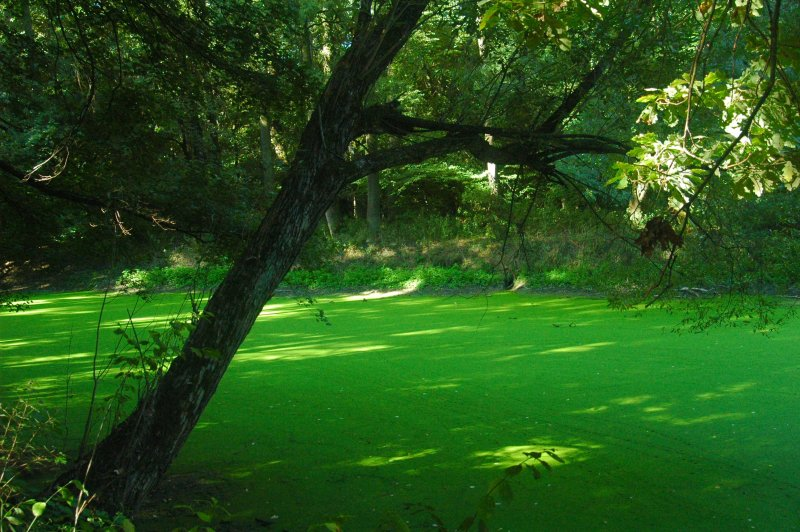
Rzeka Morawa – mokradła

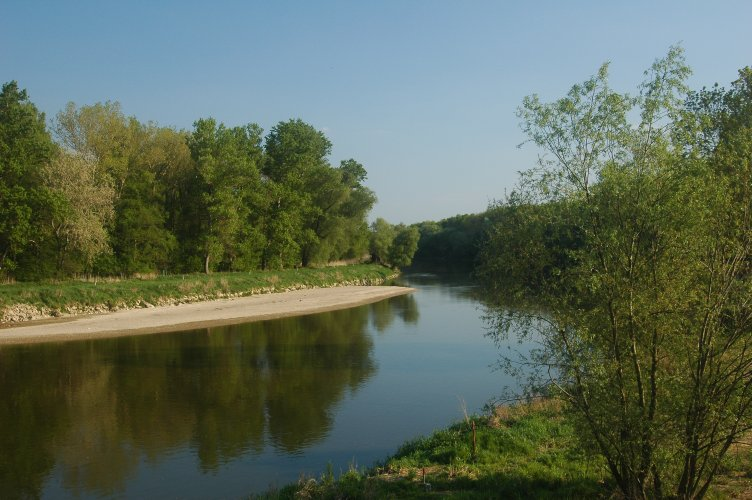
Rzeka Morawa na granicznym odcinku z Austrią (po lewej)

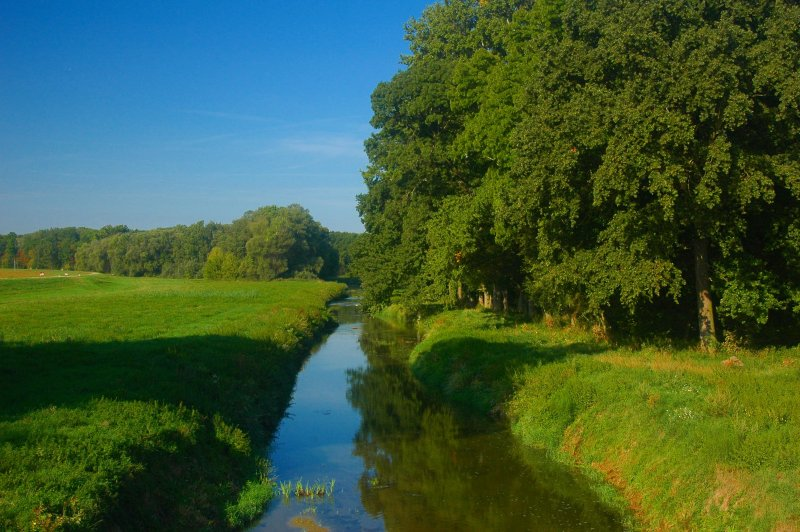
Rzeka Myjava

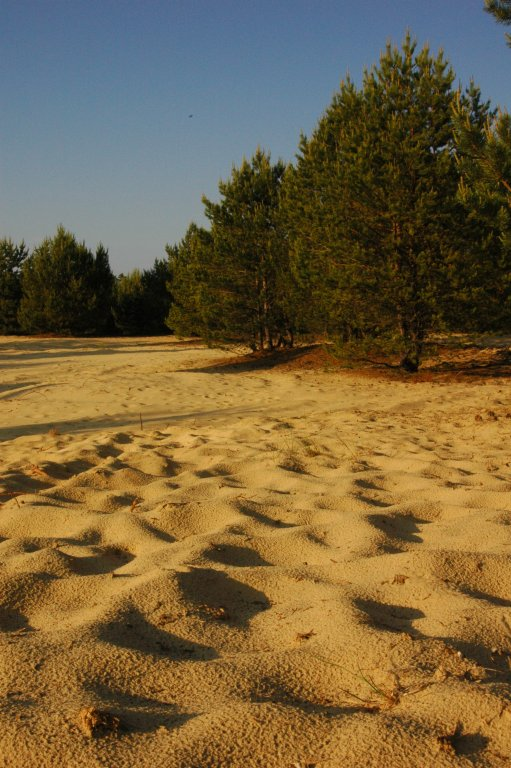
Wydmy

Záhorie (niem. Marchauen, węg. Erdőhát, cz. Záhoří), także Záhorský región cestovného ruchu (Zahorski region turystyczny) – kraina geograficzna region geograficzno-etnograficzny w południowo-zachodniej Słowacji, między Małymi Karpatami a rzeką Morawą. Bliskość granic z Austrią i Czechami spowodowała, że ukształtowanie terenu jest tu podobne do pagórkowatych rejonów Moraw, a wioski przypominają austriackie miasteczka winiarskie.
Záhorie jest jednym z 21 centrów turystycznych Słowacji. Położone jest w trzech rejonach administracyjnych:
- Kraj bratysławski: powiat Malacky, Záhorská Bystrica (dzielnica Bratysławy), czasem uznaje się również dzielnicę Dúbravka,
- Kraj trnawski: powiat Skalica i powiat Senica,
- Kraj trenczyński: południowa część powiatu Myjava.

Záhorie podzielone jest na 3 części: Górne, Średnie i Dolne (Horné Záhorie, Stredné Záhorie i Dolné Záhorie). Czasem zalicza się do tego rejonu tzw. Podhorie, na które składają się wsie – Lozorno, Jablonové, Pernek, Kuchyňa i Rohožník.
Część regionu jest niedostępna dla turystów – znajduje się tutaj obwód wojskowy Vojenský obvod Záhorie – utworzony w 1950 na ziemiach kupionych przez czechosłowackie ministerstwo obrony od hrabiego Pálffyego po I wojnie światowej.
Najważniejsze miasta regionu to Malacky i Stupava. Pozostałe ośrodki miejskie: Brezová pod Bradlom, Gbely, Holíč, Senica, Skalica i Šaštín-Stráže. W sumie mieszka w tym rejonie 170 tysięcy ludzi (znanych jako Záhoráci), którzy mówią charakterystycznym dialektem, zbliżonym do dialektu morawskiego.

## Ochrona przyrody
Dla ochrony przyrody utworzono Obszar Krajobrazu Chronionego – Chránená krajinná oblasť Záhorie, który obejmuje 275,22 km². Szczególnie cenne są znajdujące się tam lasy oraz mokradła. Dwa inne obszary chronione – Chránená krajinná oblasť Malé Karpaty oraz Chránená krajinná oblasť Biele Karpaty – również częściowo leżą na terenie Záhoria.
Teren ten nie jest aż tak eksploatowany turystycznie, jak niektóre inne rejony Słowacji – turyści przyjeżdżają do Záhoria, aby zobaczyć porosłe łęgami brzegi rzeki Morawy oraz częściowo zarośnięte wydmy na południe od Šaštína. Popularnością cieszą się także niewielkie ośrodki miejskie i wioski, w których zostawiła swe ślady kultura austriacka i czeska.

## Historia regionu
Nazwa regionu pochodzi od łacińskiej Processus transmontanus, która oznaczała obszar leżący za Małymi Karpatami – "za górami".
W XI wieku w tych okolicach biegła granica pomiędzy Królestwem Węgier i państwem czeskim. Strzegli jej osadnicy bałkańscy, Połowcy (Plavci), a ślady ich pobytu zachowały się w nazwach kilku miejscowości (Plavecké Podhradie, Plavecký Mikuláš). W średniowieczu Węgrzy wybudowali zamki graniczne, które były miejscem walk w okresie wojen husyckich, tureckich i powstań antyhabsburskich.
W XIX wieku rejon Záhoria stał się jedną z kolebek tworzenia języka słowackiego – w 1843 we wiosce Hlboké spotkali się Ľudovít Štúr, Jozef Hurban i Michal Hodža w celu podłożenia podwalin pod skodyfikowanie współczesnego języka (literacki język słowacki wzorowany jest na dialekcie zachodniosłowackim, który występuje m.in. w tym rejonie). W 1849 w miejscowości Myjava założono pierwszą Słowacką Radę Narodową.
W 1939 Niemcy planowali przyłączyć spory fragment rejonu do III Rzeszy. Ostatecznie zrezygnowali z tego pomysłu, obsadzając go tymczasowo wojskiem, jako tzw. strefę bezpieczeństwa (Schutzzone).
Po II wojnie światowej rozwój części Záhoria został zahamowany poprzez bliskość granicy z Austrią, a od 1993 pojawiła się kolejna granica – z Czechami.

## Architektoniczne atrakcje turystyczne rejonu Záhorie

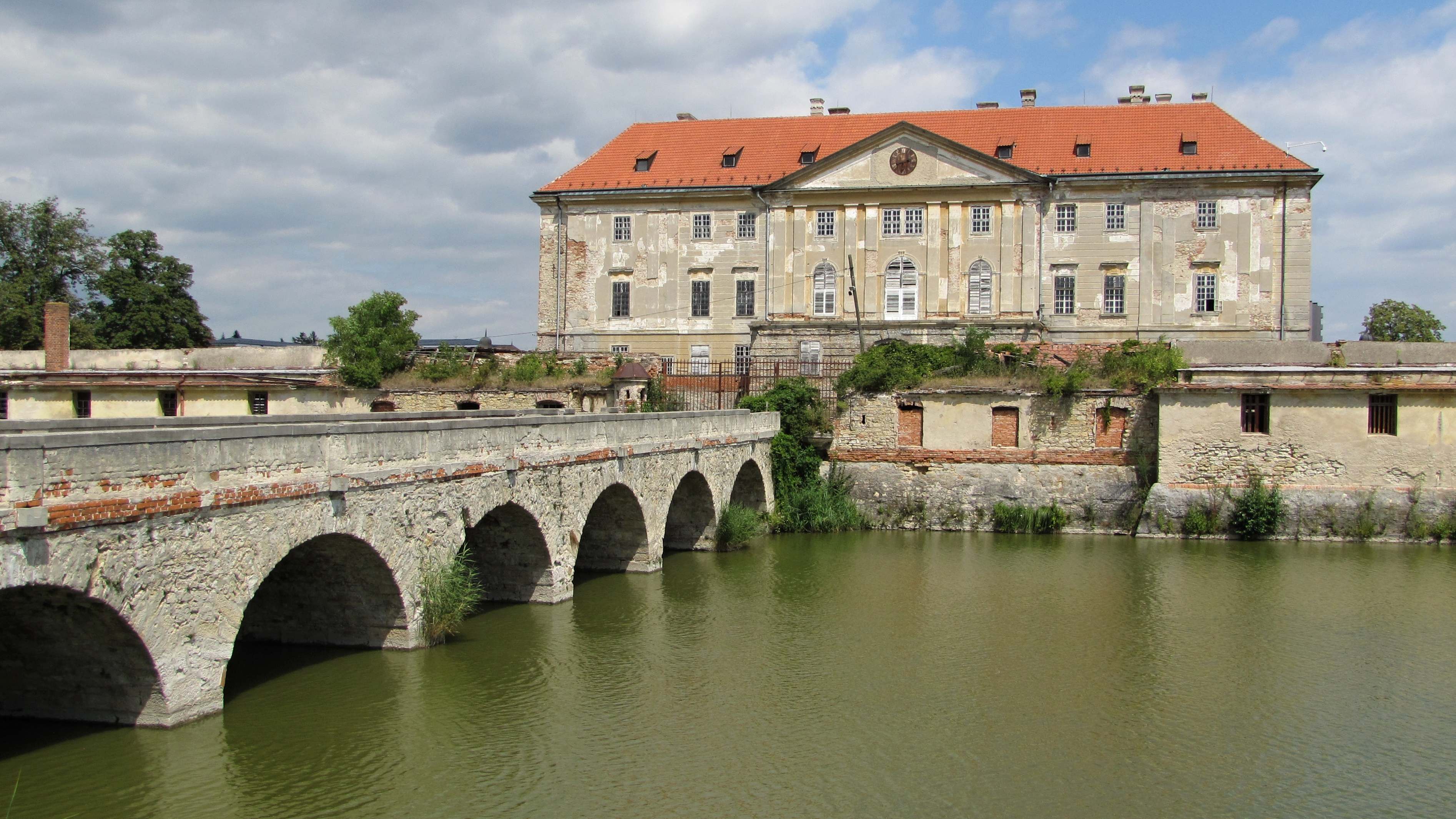
Holíč – pałac księcia lotaryńskiego

- Senica – gotycka kaplica św. Anny z XV wieku,
- zabytkowy rynek i rotunda św. Jerzego z XII wieku w Skalicy,
- rezerwat architektury Plavecký Peter,
- renesansowy pałac rodziny Pálffy w wiosce Plavecké Podhradie,
- Šaštín-Stráže – barokowa bazylika-sanktuarium
- pałac księcia lotaryńskiego w miejscowości Holíč,
- ruiny zamku z XIII wieku w wiosce Podbranč.